# Sirtaki
Sirtaki nebo též syrtaki (řecky συρτάκι) je populární tanec řeckého původu. Jeho choreografii vymyslel Giorgos Provias pro film Řek Zorba z roku 1964. Není tradičním folklórním tancem, ale směsí pomalých kroků tance chasapiko a rychlých kroků tance chasaposerviko. Tanec spolu s hudbou od Míkise Theodorakise se taktéž nazývá Zorbův tanec.

## Choreografie
Sirtaki se tančí buď v kruhu, nebo tradičněji v řadě. Tanečníci mají ruce na sousedových ramenou. Metrum je 4/4 a tempo se pomalu zrychluje až takt se zrychlí na 2/4 v nejrychlejší části tance.[zdroj?] Obdobně tanec začíná pomalými plynulými pohyby, které se zvolna mění na rychlejší a temperamentní, často s použitím poskakování a výskoků.